# José García Barbón
José García Barbón (n. Verín; 30 de marzo de 1831 - f. Vigo; 7 de marzo de 1909) fue un empresario y mecenas gallego.

## Biografía
De familia acomodada, pronto emigró a Cuba donde se iniciaría en la masonería en el año 1866 y alcanzaría éxito en los negocios, fundando su propio banco. Allí conoció a otro emigrante y empresario gallego, Policarpo Sanz, con el que mantuvo toda su vida una gran amistad. Juntos fueron los impulsores de la Sociedad de Beneficencia de los Naturales de Galicia y del Centro Gallego de La Habana. 
Con 53 años de edad decidió retornar a su tierra natal por razones de salud. En Verín fundó el Hotel Balneario de Cabreiroá y la Electra de Verín. Tras diez años, decidió instalarse definitivamente en Vigo con su hermana y sus cuatro sobrinos, pues él permaneció soltero. Allí se dedicó a comprar propiedades, a levantar grandes edificios como el Teatro de su nombre o la Escuela de Artes y Oficios de Vigo, y a obras de caridad.
Vivió en su palacete de la finca Vista Alegre (situada junto a la actual avenida de García Barbón, en Vigo) hasta su fallecimiento en 1909.
Su funeral fue multitudinario.
Se encuentra enterrado en el cementerio de Pereiró en Vigo.